# Juan Carlos Rulfo
Juan Carlos Rulfo (Ciutat de Mèxic, 24 de gener de 1964), és un cineasta mexicà.

## Biografia
Juan Nepomuceno Carlos Pérez Rulfo Aparicio, és fill de l'escriptor mexicà Juan Rulfo i de Clara Aparicio de Rulfo, va cursar els seus estudis en la Universitat Autònoma Metropolitana Unitat Xochimilco (UAM-X), i en el Centre de Capacitació Cinematogràfica (CCC) de la ciutat de Mèxic. Hereu de la tradició del seu pare, Juan Carlos ha sabut traduir a la narrativa cinematogràfica les atmosferes rurals mexicanes que el seu pare va consagrar en el seu literatura i al mateix temps forjar per si mateix una carrera que l'ha desmarcat de l'ombra paterna per a demostrar el seu talent.
La seva òpera prima va ser el curtmetratge El Abuelo Cheno y otras historias (1995) realitzat amb el suport del CCC on narra la vida del seu avi. El 1999 es projecta el seu primer llargmetratge Del olvido al no me acuerdo documental filmat a la regió de Llano Grande a Jalisco, lloc on va néixer el seu pare, per a realitzar entrevistes als habitants preguntant si van conèixer a Juan Rulfo. El resultat és un documental on la figura del seu pare passa a segon pla i el més important són les històries i vides dels entrevistats, entre ells la seva pròpia mare. Amb aquest film, Juan Carlos va guanyar quatre Arieles en les categories d'òpera prima, millor fotografia, millor edició i millor so; posicionant-se com un dels directors mexicans contemporanis més importants.
El 2006 es projecta el seu segon llargmetratge: En el hoyo, un documental realitzat a la ciutat de Mèxic sobre la construcció de l'ampliació de l'avinguda Perifèric Sud en aquesta ciutat. En aquest film, el director s'enfoca a retratar als treballadors involucrats en l'obra viària i a mostrar-nos el costat humà d'una construcció tan important per a la capital mexicana. Amb aquest documental, Juan Carlos va guanyar el premi al millor documental internacional en el Festival de Cinema de Sundance.
Posteriorment va realitzar un Documental Llargmetratge en referència a la vida de les persones familiars dels qui emigren i que per diverses causes ja no tornen: Los que se quedan.
El seu següent treball va ser en 2011: De Panzazo! codirigit per Carlos Loret de Mola, que fa un estudi de l'educació a Mèxic.
El seu treball més recent és Carriere 250 Metros (2011), pel·lícula estrenada en el vuitantè aniversari de Jean-Claude Carrière, en el marc del Festival Internacional de Cinema de Sant Sebastià.

## Filmografia
- Carriere 250 Metros, llargmetratge (2011).
- De panzazo, llargmetratge (2011).
- Madero muerto, memoria viva, migmetratge (2010).
- Será por eso, curtmetratge (2010).
- Los que se quedan, llargmetratge (2008).
- En el hoyo, llargmetratge (2006).
- El crucero, curtmetratge (2006).
- Del olvido al no me acuerdo, llargmetratge (1999).
- El abuelo cheno y otras historias, curtmetratge (1995).